# El escudo arverno
El escudo arverno (en francés: Le Bouclier arverne) es el undécimo tomo de la serie de historietas Astérix creadas por Albert Uderzo (dibujos) y René Goscinny (guion). El nombre del álbum hace referencia a los arvernos, un pueblo galo.

## Argumento
Tras la derrota gala a manos de los romanos en la batalla de Alesia, el jefe de los galos, Vercingétorix (arverno), deposita «a los pies» de Julio César su escudo como símbolo de rendición, haciéndole gritar de dolor al aplastarle el escudo los pies. César, muy adolorido, deja abandonado el escudo, que va cambiando sucesivamente de manos: de las de un arquero romano a las de un legionario, luego a las de un centurión borracho, a las del dueño de una taberna y a las de un anónimo guerrero galo superviviente.
Algunos años después, en la aldea gala, Abraracúrcix sufre una enfermedad de hígado provocada por sus excesos en el último banquete. Para procurar su curación, Astérix y Obélix acompañan a su jefe a un balneario en Nemessos, actual Clermont-Ferrand, ciudad situada en el País Arverno. El dibujo representa a la Fuente Eugenia del balneario de la comuna de Royat, aunque el texto dice que se trata de Aquae Calidae en Vichy.[cita requerida]

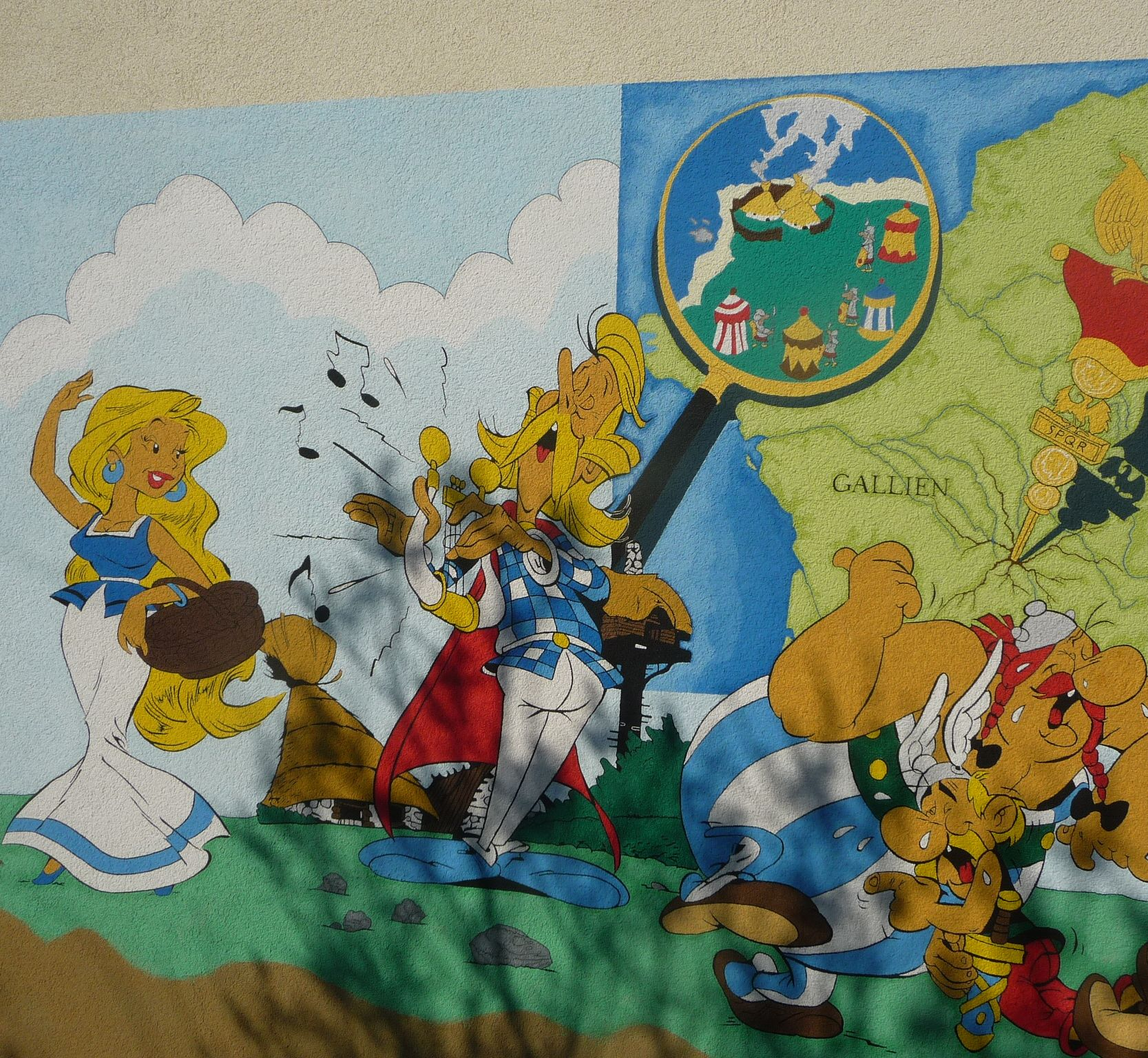
Falbalá, el bardo Asurancetúrix, Obélix y Astérix representados en un mural de Ludwigshafen am Rhein. Las figuras de Astérix y Obélix son como las de la portada del álbum El escudo arverno; la de Falbalá corresponde a Astérix legionario.

Mientras el jefe permanece en el balneario, Astérix y Obélix aprovechan para hacer turismo por la región. Durante su viaje, tienen un encuentro cerca de Gergovia con «Tulius Bolígrafus, enviado especial de Julio César». Astérix, ofendido por la prepotencia que exhibe éste, decide detener su marcha y la de su comitiva a mamporro limpio. Conocen entonces al mercader de vinos y carbones Alambix, que decide darles posada en su casa, simpatizando con ellos tras ver cómo han derrotado a Bolígrafus.
Enterado Julio César de esta suerte de «segunda derrota» de Gergovia, decide escarmentar definitivamente a los galos celebrando precisamente en esa ciudad un triunfo a la manera gala, esto es, desfilando sobre el escudo de Vercingétorix. Viendo Tulius Bolígrafus que el escudo no se encuentra entre las posesiones de las campañas de César, y conminado por éste a encontrar el auténtico («¡No puedo celebrar mi triunfo más que sobre el escudo arverno! ¡Es inútil intentar engañarme! ¡Engañar a César es engañar a los dioses, y la cólera de los dioses es terrible!»), los romanos emprenden su busca desesperadamente.
Los galos se enteran de las intenciones de los romanos por un espía borracho que visita la taberna de Alambix en busca de información, y se va de la lengua después de beber unas copas. El espía, llamado en español Magnificus (en francés, Caius Joligibus), es un legionario muy perezoso y físicamente muy parecido a Bartolo, personaje de Palop. Alarmado, Astérix decide emprender su propia busca del escudo arverno para evitar darle a César ese triunfo...